# 西氏野鯪
西氏野鯪，為輻鰭魚綱鯉形目鯉科的其中一個種。被IUCN列為瀕危保育類動物，分布於非洲林波波河及象河流域，體長可達35.5公分，喜棲息在深水域，以藻類及有機碎屑為食，繁殖期在夏季，具有洄游的特性，可做為食用魚。